# Майкл Оловоканді
Майкл Оловоканді (англ. Michael Olowokandi, нар. 3 квітня 1975, Лагос, Нігерія) — нігерійський професіональний баскетболіст, що грав на позиції центрового за декілька команд НБА.

## Ігрова кар'єра
Народившись у Лагосі у родині дипломата, згодом переїхав до Лондона. Там у школі займався легкою атлетикою, крикетом та регбі, а в баскетбол почав грати у 18 років.
На університетському рівні грав за команду Пасіфік (1995—1998).
1998 року був обраний у першому раунді драфту НБА під загальним 1-м номером командою «Лос-Анджелес Кліпперс». Проте через лок-аут в НБА професійну кар'єру розпочав виступами у складі італійської команди «Кіндер» (Болонья), де провів кілька місяців. Коли чемпіонат НБА відновився, то Оловоканді повернувся до Лос-Анджелеса та захищав кольори «Кліпперс» протягом наступних 5 сезонів.
З 2003 по 2006 рік також грав у складі «Міннесота Тімбервулвз».
Останньою ж командою в кар'єрі гравця стала «Бостон Селтікс», до складу якої він приєднався 2006 року і за яку відіграв один сезон.
Враховуючи свій високий драфт-пік, Оловоканді вважається одним з найбільших розчарувань в історії НБА. Вибір «Кліпперс» фахівці називаються не мудрим, беручи до уваги інших баскетболістів, яких було обрано тоді, а саме Дірка Новіцкі, Вінса Картера, Пола Пірса, Антуана Джеймісона, Рашарда Льюіса та Майка Біббі.